# Mumia (substância)

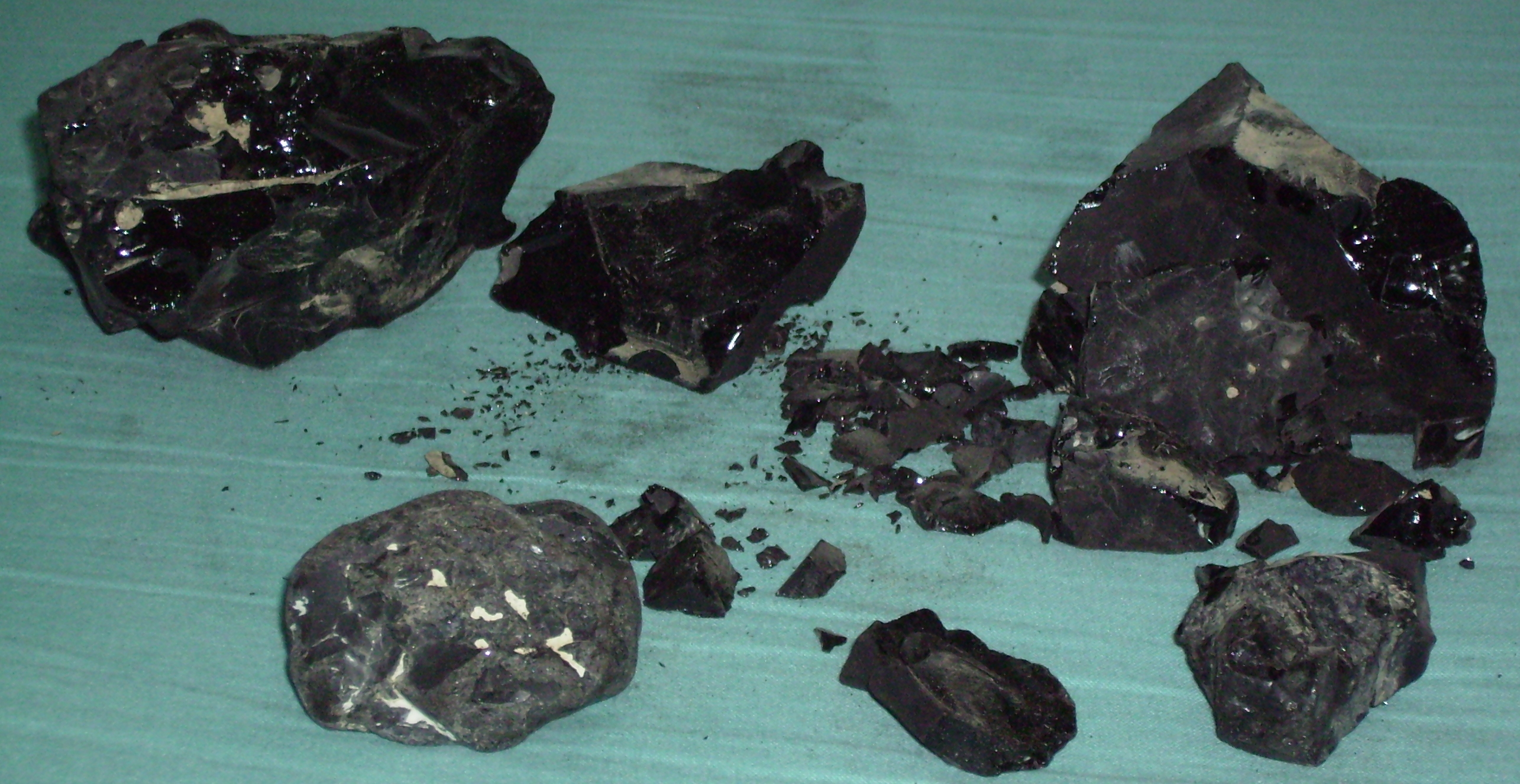
Asfalto/betume natural do Mar Morto

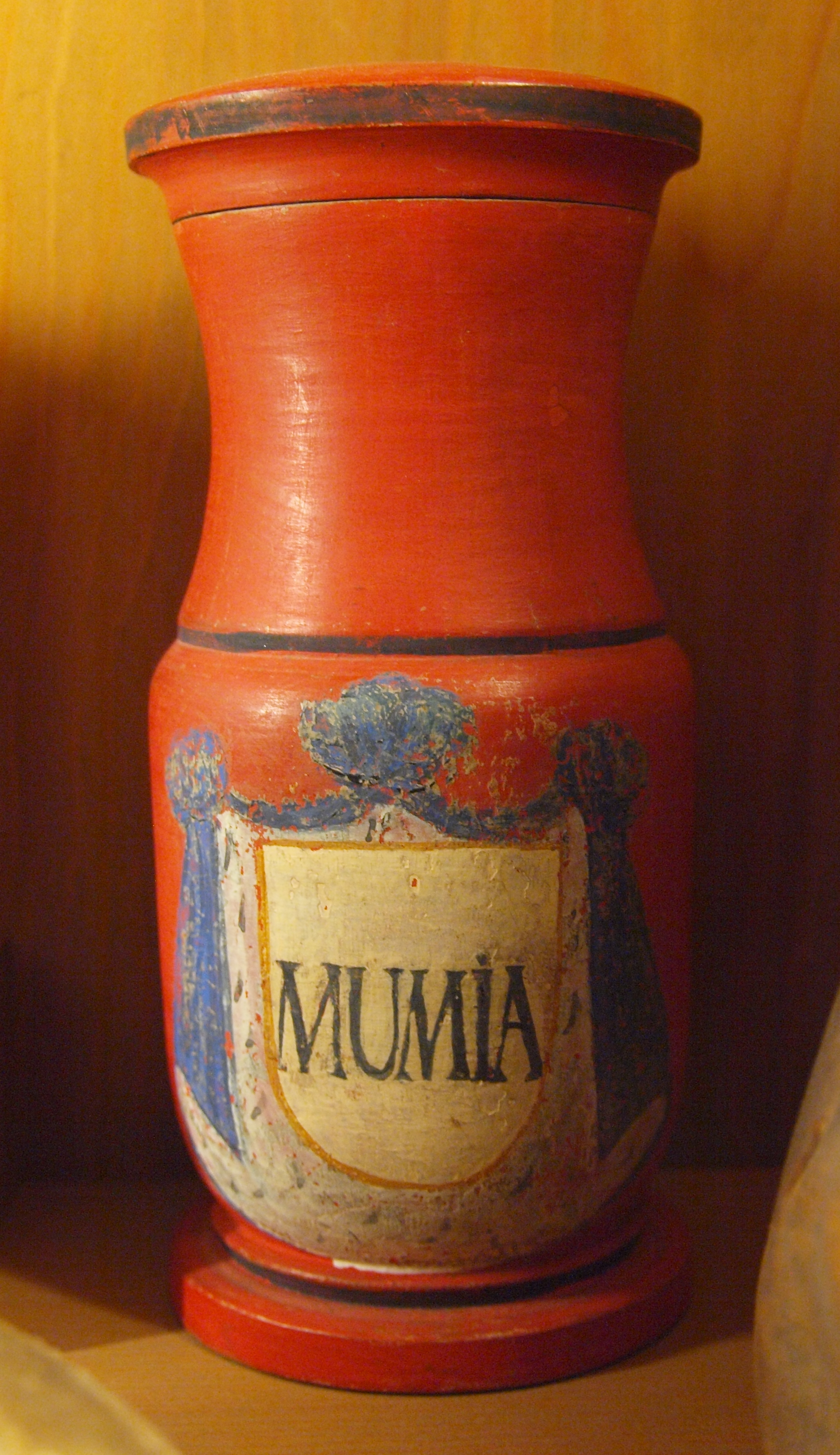
Vaso de boticário do século XVIII com inscrição MUMIA

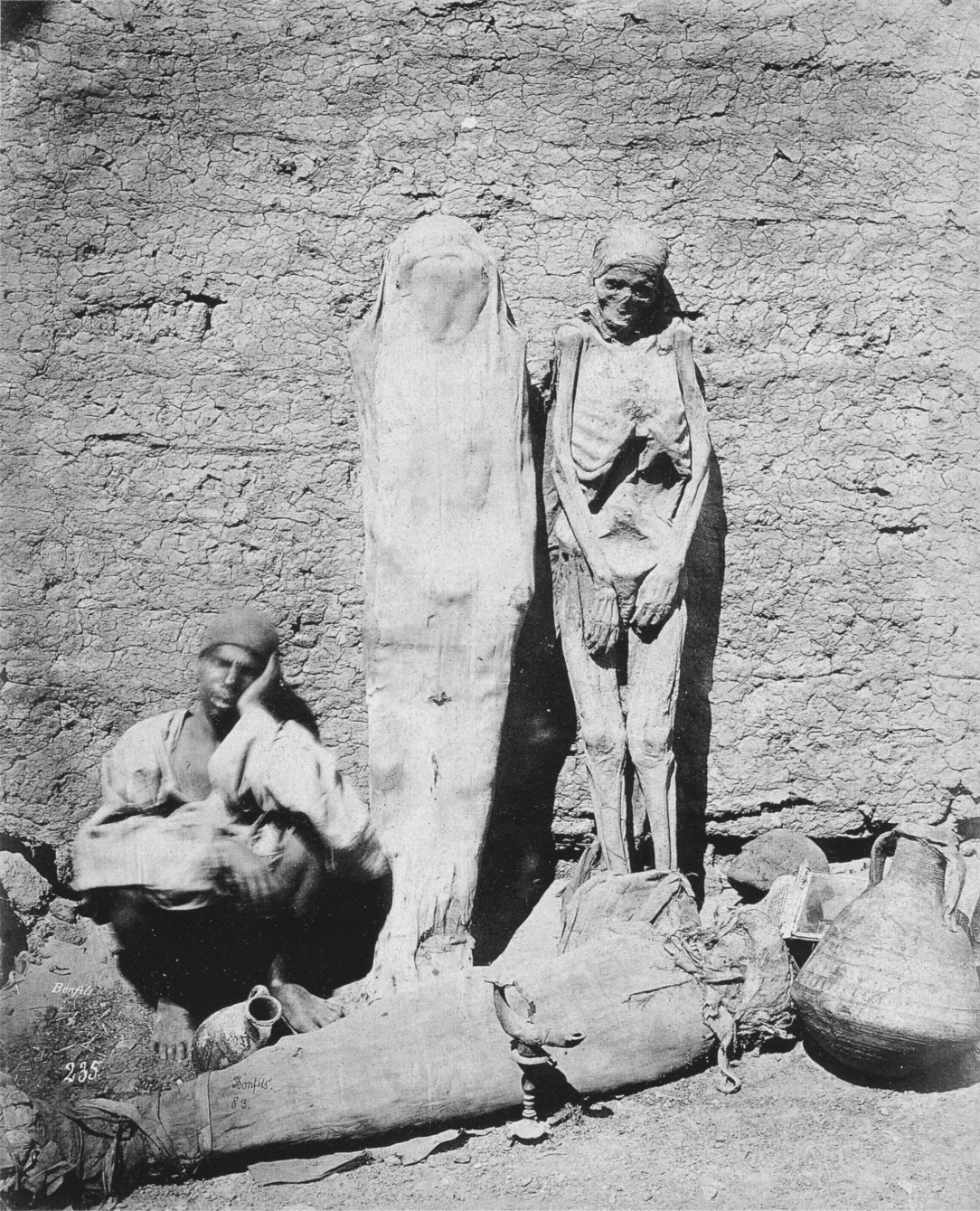
Vendedor de múmias egípcias (1875, Félix Bonfils)

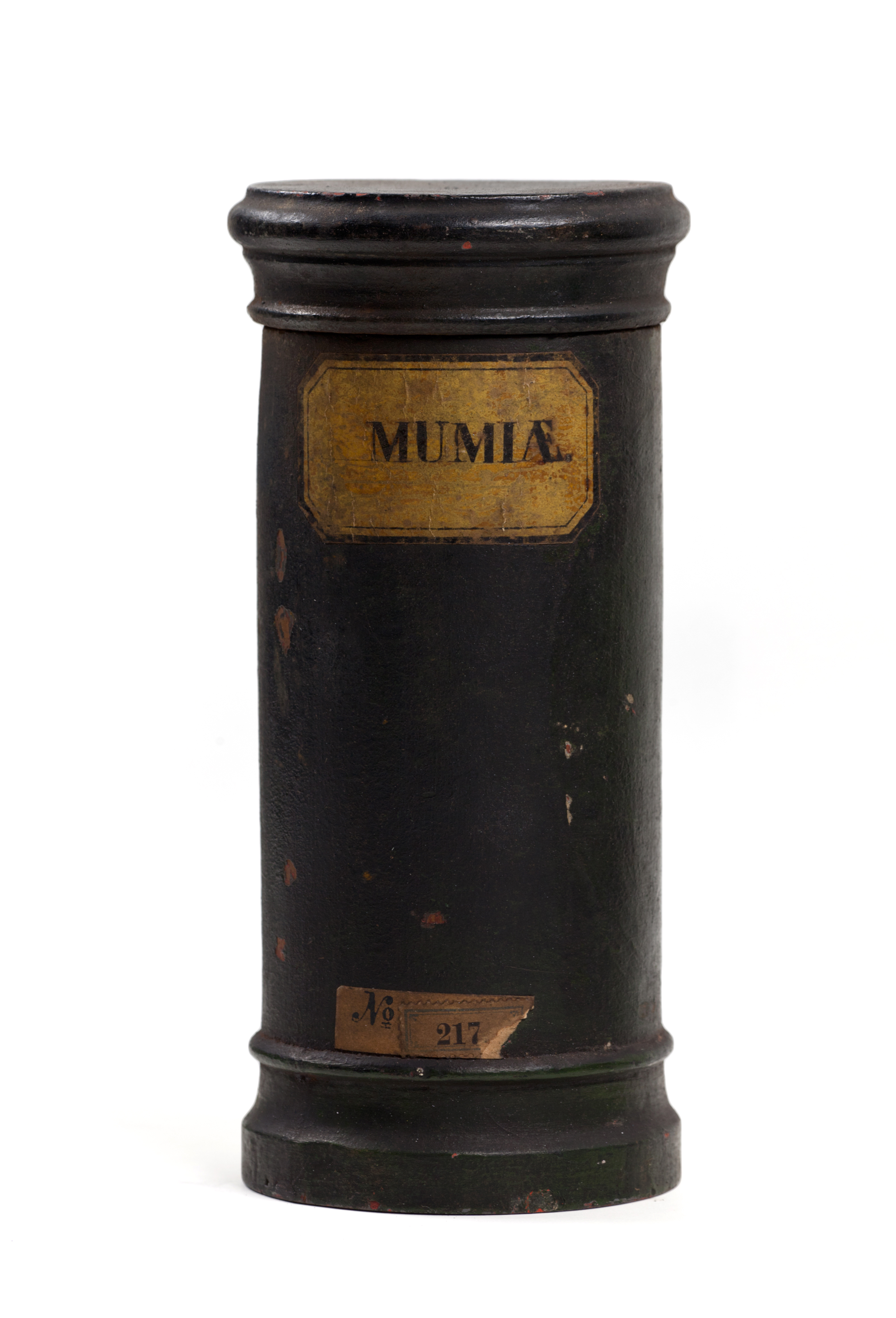
Vaso de boticário de madeira com inscrição "MUMIÆ", Museu de Hamburgo

Mumia referia-se a várias preparações diferentes na história da medicina, desde "piche mineral" até "múmias humanas em pó". Originou-se do árabe mūmiyā "um tipo de betume resinoso encontrado na Ásia Ocidental e usado terapeuticamente" na medicina islâmica tradicional, que foi traduzido como pissasphaltus (de "breu" e "asfalto") na medicina grega antiga. Na medicina medieval europeia, o betume mūmiyā foi transliterado para o latim como mumia, que significa tanto "um medicamento betuminoso da Pérsia" quanto "múmia". Os comerciantes de boticas forneciam o caro betume de múmia, que era considerado uma cura eficaz para muitas doenças. Também era usado como afrodisíaco.
A partir do século XII, quando os suprimentos de betume natural importado começaram a escassear, "mumia" foi mal interpretada como "múmia", e o significado da palavra se expandiu para "um exsudato resinoso preto extraído de múmias egípcias embalsamadas". Isso deu início a um período de comércio lucrativo entre o Egito e a Europa, e os fornecedores substituíram o raro exsudato de múmia por múmias inteiras, embalsamadas ou dessecadas. Depois que o Egito proibiu o envio de múmias no século XVI, boticários europeus inescrupulosos começaram a vender múmias fraudulentas preparadas por embalsamamento e dessecação de cadáveres frescos.
Durante o Renascimento, estudiosos provaram que traduzir mumia betuminosa como múmia era um erro, e os médicos pararam de prescrever o medicamento ineficaz. Artistas dos séculos XVII a XIX ainda usavam múmias moídas para tingir uma tinta a óleo popular chamada marrom-múmia.

## Terminologia
As etimologias de mummia e múmia em inglês derivam do latim medieval mumia, que transcreve o árabe mūmiyā "um tipo de betume usado medicinalmente; um corpo embalsamado com betume" de mūm "cera (usada em embalsamamento)", que descendem do persa mumiya e mum.
O Oxford English Dictionary registra a complexa história semântica de múmia e mumia. Mumia foi registrada pela primeira vez significando "uma preparação medicinal da substância de múmias; portanto, um líquido ou goma untuosa usada medicinalmente" (c. 1400), que Shakespeare usou jocosamente para "carne morta; corpo no qual a vida está extinta" (1598), e mais tarde "uma substância ou massa polposa" (1601). Em segundo lugar, foi semanticamente estendido para significar "um remédio soberano" (1598), "uma droga medicinal betuminosa obtida da Arábia e do Oriente" (1601), "um tipo de cera usada no transplante e enxerto de árvores" (1721) e "um rico pigmento betuminoso marrom" (1854). O terceiro significado de múmia era "o corpo de um ser humano ou animal embalsamado (de acordo com o antigo método egípcio ou algum método análogo) como preparação para o sepultamento" (1615) e "um corpo humano ou animal desidratado pela exposição ao sol ou ao ar" (1727). Mummia foi originalmente usada no primeiro significado de múmia "uma preparação medicinal..." (1486), depois no segundo significado "um remédio soberano" (1741), e por último para especificar "em mineralogia, um tipo de betume, ou piche mineral, que é macio e resistente, como cera de sapateiro, quando o tempo está quente, mas quebradiço, como piche, em tempo frio. É encontrado na Pérsia, onde é altamente valorizado" (1841). No uso moderno, múmia geralmente significa "corpo embalsamado", diferentemente de mumia, "um medicamento" em contextos históricos.
Múmia ou mumia é definida por três termos mineralógicos. Betume (do latim bitūmen ) significava originalmente "um tipo de piche mineral encontrado na Palestina e na Babilônia, usado como argamassa, etc. O mesmo que asfalto, piche mineral, piche judeu, Bitumen judaicum ", e no uso científico moderno significa "o nome genérico de certas substâncias minerais inflamáveis, hidrocarbonetos nativos mais ou menos oxigenados, líquidos, semissólidos e sólidos, incluindo nafta, petróleo, asfalto, etc." Asfalto (do grego antigo ásphaltos "asfalto, betume") significava primeiramente "Uma substância betuminosa, encontrada em muitas partes do mundo, um mineral resinoso liso, duro, quebradiço, preto ou preto-amarronzado, consistindo de uma mistura de diferentes hidrocarbonetos; chamado também de piche mineral, piche dos judeus e no Antigo Testamento 'lodo'", e atualmente significa "Uma composição feita pela mistura de betume, piche e areia, ou fabricada a partir de calcários betuminosos naturais, usada para pavimentar ruas e calçadas, para revestir cisternas, etc.", usada como uma abreviação para concreto asfáltico . Até o século XX, o termo latino asphaltum também era usado. Pissasphalt (do grego pissasphaltus "piche" e "asfalto") nomeia "Uma variedade semilíquida de betume, mencionada por escritores antigos".
O uso medicinal da múmia betuminosa tem um paralelo no Ayurveda : shilajit ou silajit (do sânscrito shilajatu "conquistador de rochas") ou mumijo (do persa mūmiyā "cera") é "Um nome dado a várias substâncias sólidas ou viscosas encontradas em rochas na Índia e no Nepal... especialmente uma substância odorífera marrom-escura que é usada na medicina tradicional indiana e provavelmente consiste principalmente de urina animal seca".

## História
O uso da mumia como remédio começou com o famoso remédio persa mumiya, feito de asfalto preto para feridas e fraturas, que foi confundido com materiais betuminosos pretos de aparência semelhante usados na mumificação egípcia. Isso foi mal interpretado pelos tradutores do latim medieval como significando múmias inteiras. A partir do século XII e continuando até o século XIX, as múmias e o betume das múmias seriam centrais na medicina e na arte europeias, bem como no comércio egípcio.
O betume ou asfalto tinha muitos usos no mundo antigo, como cola, argamassa e impermeabilização. Os antigos egípcios começaram a usar betume para embalsamar múmias durante a Décima Segunda Dinastia (1991–1802 a.C.).
De acordo com historiadores da farmácia, a mumia tornou-se parte da medicina árabe, discutida por Muhammad ibn Zakariya al-Razi (845–925) e Ibn al-Baitar (1197–1248). Os médicos persas medievais usavam betume/asfalto como pomada para cortes, hematomas e fraturas ósseas, e como medicamento interno para úlceras estomacais e tuberculose. Eles obtiveram os melhores resultados com um asfalto preto que vazou de uma montanha em Darabgerd, na Pérsia. O médico grego Pedanius Dioscorides ' c. 50–70 De Materia Medica classificou o betume do Mar Morto como medicinalmente superior ao pissasphalt de Apollonia (Ilíria), ambos considerados um substituto equivalente para a escassa e cara mumiya persa.
Durante as Cruzadas, os soldados europeus aprenderam em primeira mão sobre a droga múmia, que era considerada como tendo grandes poderes de cura em casos de fratura e ruptura. A demanda por mumia aumentou na Europa e, como o fornecimento de betume natural da Pérsia e do Mar Morto era limitado, a busca por uma nova fonte se voltou para os túmulos do Egito.
A interpretação errônea da palavra latina mumia "betume medicinal" envolveu várias etapas. A primeira foi substituir o produto natural por substâncias exsudadas pelas múmias egípcias. O médico árabe Serapião, o Jovem (fl. século XII) escreveu sobre a múmia betuminosa e seus muitos usos, mas a tradução latina de Simon Geneunsis (falecido em 1303) disse: "Mumia, esta é a múmia dos sepulcros com aloés e mirra misturada com o líquido (humiditato) do corpo humano". Dois exemplos italianos do século XII: Gerard de Cremona, traduziu erroneamente do árabe mumiya como "a substância encontrada na terra onde os corpos são enterrados com aloés, pela qual o líquido dos mortos, misturado com o aloés, é transformado e é semelhante ao piche marinho", e o médico Matthaeus Platearius disse "Mumia é uma especiaria encontrada nos sepulcros dos mortos... O melhor é o que é preto, malcheiroso, brilhante e maciço".
O segundo passo foi confundir e substituir a rara exsudação preta dos cadáveres embalsamados pelo betume preto que os egípcios usavam como conservante para embalsamamento. O médico de Bagdá Abd al-Latif al-Baghdadi (1162–1231) descreveu as antigas múmias egípcias: "Na barriga e no crânio desses cadáveres também é encontrada em grande abundância a chamada mumia", acrescentou que embora a palavra denotasse adequadamente betume ou asfalto, "a múmia encontrada nas cavidades dos cadáveres no Egito difere apenas imaterialmente da natureza da múmia mineral; e onde surgir qualquer dificuldade em obter esta última, pode ser substituída em seu lugar."
O terceiro passo na interpretação errônea da múmia foi substituir a carne enegrecida de uma múmia inteira pelos materiais betuminosos endurecidos das cavidades internas dos cadáveres. Os antigos túmulos do Egito e dos desertos não conseguiam atender à demanda europeia pela droga mumia, então se desenvolveu um comércio na fabricação e venda de múmias fraudulentas, às vezes chamadas de múmia falsa . O cirurgião italiano Giovanni da Vigo (1450–1525) definiu a múmia como "A carne de um cadáver que é embalsamada, e é quente e seca no segundo [grau], e portanto tem virtude para encarnar [isto é, curar] feridas e estancar o sangue", e incluiu-a na sua lista de medicamentos essenciais. O polímata suíço-alemão Paracelso (1493–1541) deu à mumia um novo significado de "espírito intrínseco" e disse que a verdadeira mumia farmacêutica deve ser "o corpo de um homem que não morreu de morte natural, mas sim de uma morte não natural, com um corpo saudável e sem doença". O médico alemão Oswald Croll (1563–1609) disse que a múmia "não era a matéria líquida encontrada nos sepulcros egípcios", mas sim "a carne de um homem que morre violentamente e é mantida por algum tempo no ar", e deu uma receita detalhada para fazer tintura de múmia a partir do cadáver de um jovem ruivo, que havia sido enforcado, espancado na roda de quebra, exposto ao ar por dias, depois cortado em pequenos pedaços, polvilhado com mirra em pó e aloés, embebido em vinho e seco.
Estudiosos e médicos renascentistas expressaram pela primeira vez oposição ao uso de mumia humana no século XVI. O naturalista francês Pierre Belon (1517–1564) concluiu que os médicos árabes, de quem os escritores ocidentais derivaram seu conhecimento sobre a múmia, na verdade se referiram ao pissasfalto de Dioscórides, o que foi mal interpretado pelos tradutores. Ele disse que os europeus estavam importando tanto a "falsamente chamada" múmia, obtida pela raspagem de corpos de cadáveres, quanto a "múmia artificial", feita pela exposição de corpos enterrados ao calor do sol antes de triturá-los. Embora considerasse a múmia disponível uma droga sem valor e até perigosa, ele observou que o rei Francisco I sempre carregava consigo uma mistura de múmia e ruibarbo para usar como remédio imediato para qualquer ferimento. O cirurgião-barbeiro Ambroise Paré (falecido em 1590) revelou a fabricação de múmias falsas tanto na França, onde os boticários roubavam os corpos de criminosos executados, os secavam em um forno e vendiam a carne; quanto no Egito, onde um comerciante, que admitiu coletar cadáveres e preparar múmias, expressou surpresa que os cristãos, "de boca tão delicada, pudessem comer os corpos dos mortos". Paré admitiu ter administrado pessoalmente mumia uma centena de vezes, mas condenou "este tipo perverso de droga, que não ajuda em nada os doentes", e por isso parou de prescrevê-la e encorajou outros a não a usarem. O Herball de 1597 do herbalista inglês John Gerard descreveu os antigos egípcios usando piche cedro para embalsamamento e observou que os corpos preservados que os lojistas falsamente chamam de "múmia" deveriam ser o que os gregos chamavam de pissasphalton . Gerard atribuiu o erro ao tradutor de Serapião, que interpretou a mumia "de acordo com sua própria imaginação", ou seja, que é o exsudato de um cadáver humano embalsamado.
O uso medicinal da mumia egípcia continuou até o século XVII. O físico Robert Boyle (1627–1691) elogiou-o como "um dos medicamentos úteis recomendados e dados pelos nossos médicos para quedas e contusões, e também em outros casos". O Lexicon medicum renovatum do médico holandês Steven Blankaart de 1754 listou quatro tipos de múmia: exsudato árabe de corpos embalsamados com especiarias e asfalto, corpos egípcios embalsamados com pissasfalto, corpos secos ao sol encontrados no deserto, o pissasfalto natural. A familiaridade da múmia como remédio na Grã-Bretanha é demonstrada por referências passageiras em Shakespeare, Francis Beaumont e John Fletcher e John Donne, e também por observações mais detalhadas nos escritos de Thomas Browne, Francis Bacon e Robert Boyle.
No século XVIII, o ceticismo sobre o valor farmacêutico da mumia estava aumentando, e a opinião médica estava se voltando contra seu uso. O escritor médico inglês John Quincy escreveu em 1718 que, embora a múmia ainda estivesse listada em catálogos medicinais, "ela está completamente fora de uso em prescrições". A mumia foi oferecida para venda medicinal até 1924 na lista de preços da Merck & Co.

Tanto a mumia quanto o asfalto são usados há muito tempo como pigmentos. O químico e pintor britânico Arthur Herbert Church descreveu o uso da mumia para fazer tinta a óleo "marrom múmia":
O pigmento conhecido como "múmia" é inferior ao asfalto preparado, mas superior ao asfalto cru, pois foi submetido a um grau considerável de calor, perdendo assim alguns de seus hidrocarbonetos voláteis. Além disso, é comum moer os ossos e outras partes da múmia juntos, resultando em um pó mais sólido e menos fusível do que o asfalto isolado seria. Um comerciante de tintas londrino informou que uma única múmia egípcia fornece material suficiente para atender à demanda de seus clientes por vinte anos. Talvez seja desnecessário acrescentar que algumas amostras do pigmento vendido como "múmia" são falsificadas. 
O pigmento moderno vendido como "marrom múmia" é composto de uma mistura de caulim, quartzo, goethita e hematita.